# 科洛米齊
47°57′52″N 36°20′48″E / 47.96444°N 36.34667°E
科洛米齊（烏克蘭語：Коломійці），是烏克蘭的村落，位於該國中部第聶伯羅彼得羅夫斯克州，由波克羅夫西克區負責管轄，處於沃夫恰河右岸，距離奧列斯托皮利6公里，始建於1845年，面積16.39平方公里，海拔高度97米，2001年人口861。